# Nationalmuseum für Naturgeschichte (Chile)
Das Nationalmuseum für Naturgeschichte Chiles (Spanisch: Museo Nacional de Historia Natural de Chile) befindet sich seit 1876 im Parque Quinta Normal, im Zentrum der Landeshauptstadt Santiago de Chile. Es wurde 1830 offiziell gegründet und ist das erste Museum des Landes und eines der ältesten in Amerika,  und es ist auch das chilenische Museum, das jährlich die meisten Besucher erhält (bis 2018). Der Eintritt zu diesem öffentlichen Naturkundemuseum ist für Chilenen und Ausländer frei.

## Geschichte
Nach mehreren erfolglosen Versuchen, nach der Unabhängigkeit des Landes ein chilenisches Naturkundemuseum zu gründen, kam es am 14. September 1830 inmitten der Feierlichkeiten zum 20. Jahrestag der ersten nationalen Regierungsjunta ans Licht. Sein erster Sammler war der französische Naturforscher Claude Gay, der zwei Jahre lang im gesamten chilenischen Territorium Stücke natürlichen Ursprungs (einschließlich prähistorischer) sammelte, um sie im neu geschaffenen Museum auszustellen. Im Oktober 1853 übernahm der Naturforscher Rudolph Amandus Philippi die Leitung des Museums, der das Museum erweiterte und einen Raum für Ausstellungen von aus Ozeanien mitgebrachten Stücken hinzufügte, der mit Stücken von der Osterinsel, einer chilenischen Insel, bereichert wurde. Sein Sohn Federico war zwischen 1897 und 1910 ebenfalls Direktor des Museums und sein Nachfolger im Amt. Unter seiner Leitung erschien 1908 das erste monatliche Bulletin des Museums. Diese Publikation war für Naturwissenschaftler in Chile sehr nützlich, um ihre Erkenntnisse und wissenschaftlichen Fortschritte zu veröffentlichen, wie dies unter anderem bei Hugo Gunckel Lüer und Karl Friedrich Reiche der Fall war.
Am 15. Januar 1876 zog das Museum an seinen heutigen Hauptsitz im Gebäude der Internationalen Ausstellung in Santiago, eine Veranstaltung, die im Vorjahr in der Quinta Normal stattfand. Das Gebäude wurde im neoklassizistischen Stil von dem französischen Architekten Paul Lathoud erbaut, der auch den Cousiño-Palast entworfen hat. Innerhalb des Parks vom Typ „Quinta“ gab es mehrere Gärten mit endemischer und fremder Flora. Rudolph A. Philippi wurde beauftragt, den an das Museum angrenzenden botanischen Garten zu entwickeln.
Zwischen 1964 und 1982 stand das Museum unter der Leitung von Grete Mostny, einer österreichisch-chilenischen Wissenschaftlerin und der ersten Frau in dieser Position. Ihr zu Ehren wurde das Skelett eines Seiwals, das Teil der Ausstellungen des Museums in der zentralen Halle ist, „Greta“ genannt.

## Organisation

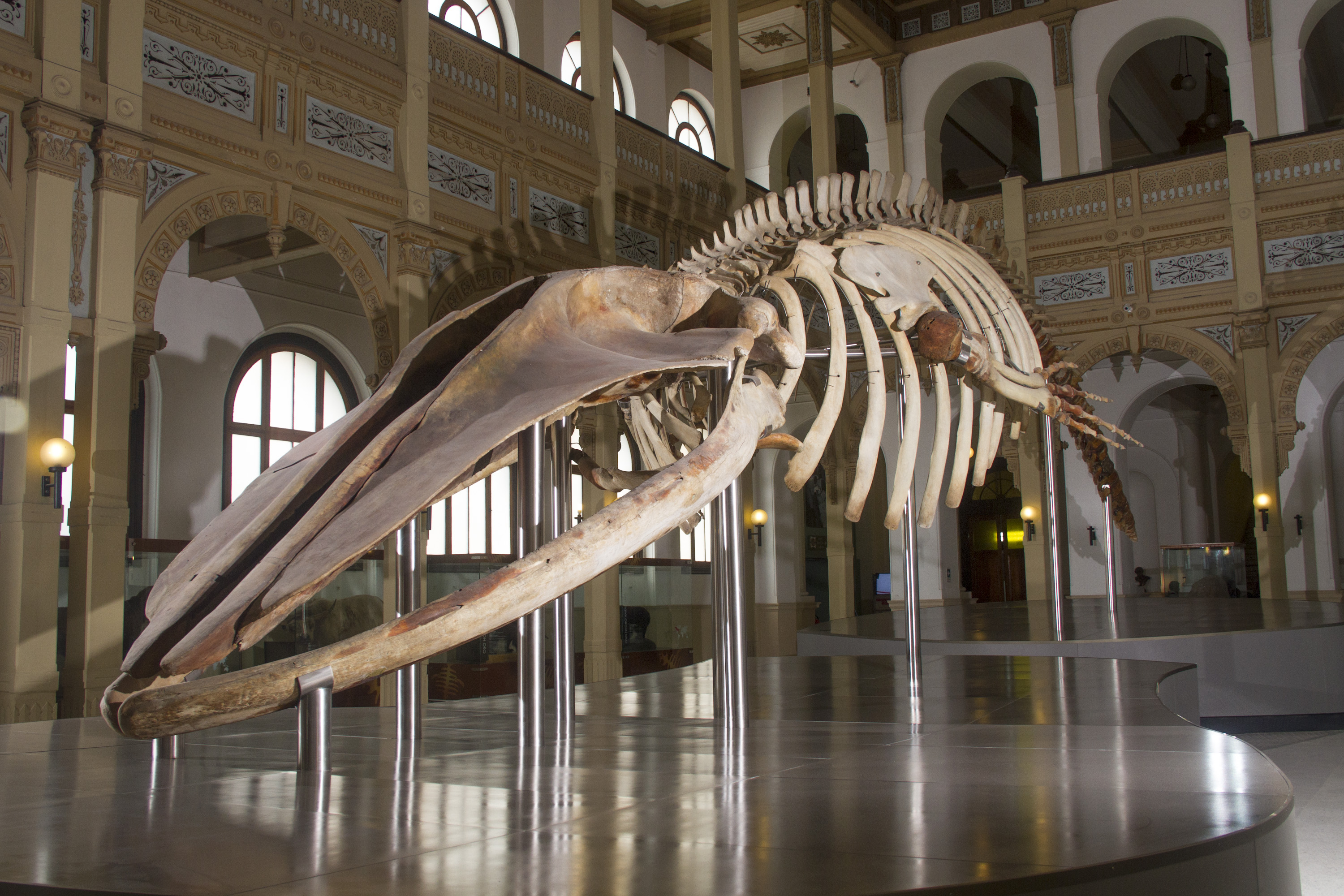
Balaenoptera borealis-Skelett (Seiwal) in der zentralen Halle des Museums

Die Arbeit des Museums gliedert sich in fünf wissenschaftliche Bereiche:
- Abteilung Botanik:
  - Herbarium chilenischer Pflanzen
  - Herbarium exotischer Pflanzen
  - Sektion für Fotos und Phototypie
- Abteilung Zoologie:
  - Sektion für Wirbeltiere
  - Sektion für Wirbellose
- Abteilung Entomologie:
  - Nationale Sammlung von Coleoptera
  - Nationale Diptera-Sammlung
  - Nationale Hymenopteren-Sammlung
  - Nationale Sammlung von Schmetterlingen (Lepidoptera)
  - Nationale Artensammlung
  - Sammlung ausländischer Insekten
- Abteilung Anthropologie:
  - Sektion für archäologisches Erbe
  - Sektion für Bioanthropologie
  - Sektion für Ethnographie
- Abteilung Paläontologie:
  - Sektion für fossile Wirbellose
  - Sektion für fossile Wirbeltiere
  - Paläobotanik (fossile Pflanzen)